# ゲイリー・サマーズ
ゲイリー・サマーズ（Gary Summers）は、アメリカ合衆国のレコーディング・エンジニアである。サウンド・リレコーディング・ミキサーとして活動し、『アバター』、『タイタニック』、『ターミネーター2』、『プライベート・ライアン』、『トランスフォーマー/リベンジ』、『ジュラシック・パーク』などに参加した。アカデミー賞を4回、エミー賞を1回、英国アカデミー賞を2回、録音協会賞を3回受賞している。
『スター・ウォーズ/帝国の逆襲』でキャリアを始め、以後20年にわたってジョージ・ルーカスのスカイウォーカー・サウンドで働いた。その後はトッド＝AOに所属している。
カリフォルニア州ペタルーマに住んでいる。

## 受賞とノミネート
| 賞           | 年   | 部門   | 作品名                                  | 結果       |
| ------------ | ---- | ------ | --------------------------------------- | ---------- |
| アカデミー賞 | 1983 | 録音賞 | スター・ウォーズ/ジェダイの帰還         | ノミネート |
| アカデミー賞 | 1989 | 録音賞 | インディ・ジョーンズ/最後の聖戦         | ノミネート |
| アカデミー賞 | 1991 | 録音賞 | ターミネーター2                         | 受賞       |
| アカデミー賞 | 1991 | 録音賞 | バックドラフト                          | ノミネート |
| アカデミー賞 | 1993 | 録音賞 | ジュラシック・パーク                    | 受賞       |
| アカデミー賞 | 1997 | 録音賞 | タイタニック                            | 受賞       |
| アカデミー賞 | 1998 | 録音賞 | プライベート・ライアン                  | 受賞       |
| アカデミー賞 | 2009 | 録音賞 | トランスフォーマー/リベンジ             | ノミネート |
| アカデミー賞 | 2009 | 録音賞 | アバター                                | ノミネート |
| アカデミー賞 | 2011 | 録音賞 | トランスフォーマー/ダークサイド・ムーン | ノミネート |
| アカデミー賞 | 2016 | 録音賞 | 13時間 ベンガジの秘密の兵士             | ノミネート |
| アカデミー賞 | 2022 | 録音賞 | アバター:ウェイ・オブ・ウォーター       | ノミネート |